# Lodnó
Lodnó (szlovákul Lodno) község Szlovákiában, a Zsolnai kerületben, a Kiszucaújhelyi járásban.

## Fekvése
Zsolnától 15 km-re északkeletre fekszik.

## Története
A település a 17. század első felében keletkezett Újhelymogyoród területén. 1658-ban „Lodne” néven említik először a budatíni uradalom részeként. Ekkor tíz háztartása volt, lakói a vlach jog alapján betelepített pásztornépek voltak. 1720-ban 11 adózó portája létezett. 1784-ben 89 házában 481 lakos élt. 1828-ban 108 háza volt 834 lakossal. 1850-ben 762-en lakták. Lakói mezőgazdasággal, drótozással, szitakészítéssel, kefekötéssel, állattartással, faárukészítéssel foglalkoztak.
Fényes Elek 1851-ben kiadott geográfiai szótárában így ír a faluról: „Lodnó, tót falu, Trencsén vmegyében, Kisucza Ujhelytől 2 órányira északra: 759 kath., és 3 zsidó lak. F. u. a Budetini uradalom. Ut. p. Zsolna.”
A trianoni békéig Trencsén vármegye Kiszucaújhelyi járásához tartozott.
Néhány kézműves mesterséget még a 20. század közepén is űztek a községben. 1965-ben nagy árvíz sújtotta.

## Népessége
| Év:            | 1994. | 2004.    | 2014.   | 2024.   |
| -------------- | ----- | -------- | ------- | ------- |
| Emberek száma: | 896   | 991      | 1003    | 967     |
| Eltérés:       |       | +10,60 % | +1,21 % | -3,58 % |

| Év:            | 2023. | 2024.   |
| -------------- | ----- | ------- |
| Emberek száma: | 963   | 967     |
| Eltérés:       |       | +0,41 % |

1910-ben 667 lakosából 654 szlovák és 1 magyar anyanyelvű volt.
2001-ben 975 lakosából 965 szlovák volt.
2011-ben 997 lakosából 989 szlovák volt.
2021-ben 971 lakosából 947 szlovák, 1 ruszin, 3 egyéb és 20 ismeretlen nemzetiségű volt.

## Külső hivatkozások
- Községinfó
- Lodnó Szlovákia térképén
- A község a Zsolna honlapján
- E-obce Archiválva 2024. március 13-i dátummal a Wayback Machine-ben